# Ивакура
Ивакура (яп. 岩倉市 Ивакура-си) — город в префектуре Айти, Япония. Город был основан 1 декабря 1971 года. Площадь города составляет 10,49 км², население — 46 267 человек (1 июня 2014), плотность населения — 4410,58 чел./км².